# Бакунин, Александр Васильевич
Алекса́ндр Васи́льевич Баку́нин (1924—1999) — советский и российский историк и педагог, доктор исторических наук (1968), профессор (1969), заслуженный деятель науки РСФСР (1984).

## Биография
Родился 7 апреля 1924 года в деревне Тундрино Сургутского района Уральской области.
В 1939 году окончил семилетнюю школу. С 1939 по 1942 годы обучался в Тобольском педагогическом училище. С 1942 года призван в ряды Рабоче-Крестьянской Красной армии и направлен в действующую армию на фронт.
С 1945 года после демобилизации из рядов Советской армии начал работать заведующим учебной части по военной подготовке Новое-Лыбаевской семилетней средней школы Ялуторовского района Тюменской области. С 1946 по 1947 годы обучался на историческом факультете Тюменского педагогического института. С 1947 по 1951 годы обучался на историко-филологическом факультете Уральского государственного университета имени А. М. Горького.
С 1951 по 1978 годы занимался педагогической деятельностью в Уральском политехническом институте имени С. М. Кирова: с 1951 по 1954 годы — ассистент и с 1954 по 1958 годы — преподаватель кафедры марксизма-ленинизма, с 1958 по 1962 годы — доцент кафедры истории КПСС, с 1962 по 1964 годы и с 1966 по 1976 годы — заведующий кафедрой истории КПСС, с 1964 по 1966 годы — старший научный сотрудник, с 1976 по 1978 годы — профессор кафедры истории КПСС. С 1955 по 1956 годы проходил переподготовку в Институте повышения квалификации преподавателей общественных наук при МГУ имени М. В. Ломоносова.
С 1978 по 1983 года — заведующий Сектором истории, с 1983 по 1988 годы — заведующий отделом истории Института экономики Уральского научного центра АН СССР, был одним из создателей многотомника «История Урала». С 1988 по 1999 годы занимался научной работой в Институте истории и археологии УрО АН СССР: с 1988 по 1989 годы — заместитель директора по научной работе, с 1989 по 1992 и с 1994 по 1999 годы — главный научный сотрудник, с 1992 по 1994 годы — научный советник отдела отечественной истории. Одновременно с 1981 по 1984 годы — заведующий кафедрой истории КПСС исторического факультета Уральского государственного университета.
В 1956 году защитил диссертацию на соискание учёной степени кандидата исторических наук на тему: «Борьба Коммунистической партии за политическое и хозяйственное укрепление колхозов Урала (1933—1934 гг.)», в 1968 году — доктор исторических наук на тему: «Деятельность Коммунистической партии Советского Союза по завершению социалистической реконструкции промышленного Урала (1933—1937 гг.)». В 1959 году присвоено учёное звание — доцента, в 1969 году присвоено учёное звание — профессор.
Помимо педагогической и научной деятельности занимался и общественно-политической работой: с 1946 по 1949 годы был заместителем секретаря комитета комсомола ТПИ и УрГУ имени А. М. Горького, с 1952 по 1978 годы был членом Кировского районного комитета КПСС города Свердловска, внештатным лектором и членом научно-методического совета Свердловского областного комитета КПСС, председатель секции «Политическая книга» общества «Любители книги», член национального комитета историков СССР. С 1954 по 1962 годы был секретарём партийного комитета УПИ. С 1960 по 1961 годы — член Свердловского городского комитета КПСС. С 1979 по 1980 и с 1984 по 1985 годы был членом партийного бюро ИЭ УНЦ АН СССР. С 1970 по 1990 годы — руководитель Проблемного Совета РСФСР «КПСС и научно-технический прогресс», член Всесоюзного координационного Совета по истории КПСС при Институте марксизма-ленинизма при ЦК КПСС, заместитель председателя специализированного совета по защите докторских диссертаций УрГУ.
А. В. Бакуниным было подготовлено семьдесят два кандидата и восемнадцать докторов наук и был автором свыше трёхсот семидесяти научных работ.
23 июля 1984 годы Указом Президиума Верховного Совета РСФСР «за заслуги в развитии исторической науки и подготовке научных кадров» А. В. Бакунину было присвоено почётное звание — Заслуженный деятель науки РСФСР.
В 1996-1997 гг. издана незаконченная монография о советском тоталитаризме «История советского тоталитаризма». Свет увидели два тома из задуманного автором трёхтомника.
Скончался 2 апреля 1999 года в Екатеринбурге. Похоронен на почетной секции Широкореченского кладбища.

## Награды
Основной источник:
- Орден «Знак Почёта» (1971)
- Медаль «За трудовое отличие» (1961)
- Медаль «За победу над Германией в Великой Отечественной войне 1941—1945 гг.» (1945)

### Звания
- Заслуженный деятель науки РСФСР (1984)